# Гронянка півмісяцева
Гронянка півмісяцева, Ключ-трава (Botrychium lunaria (L.) Sw.) — багаторічна трав'яниста рослина родини вужачкові (Ophioglossaceae (incl. Botrychiaceae)).

## Назва
На гроно, або китицю, скидається спороносна частина листка. Родова латинська назва botrychium похідна від слова botrus, що в перекладі на українську мову означає китиця. В давні часи, люди вірили, що ключ-трава відкривала людям ті місця, де в землі приховано скарби. Тому в народі й назвали її ключ-травою. В мешканців Альп, навпаки, ця рослина користувалась недоброю славою за її забаганки корови могли втратити молоко, вівці й кози — загинути.

## Природоохоронний статус виду
Згідно Червоній книзі України, B. lunaria має статус вразливого виду (категорія vulnerable (VU) згідно IUCN). Цей вид також охороняється у Дніпропетровській області.

## Наукове значення
Рідкісний вид папоротеподібних, релікт пізнього плейстоцену. Перші знахідки сучасних європейських видів Botrychium для України відомі з верхнього (пізнього) плейстоцену – гронянка північна  Botrychium boreale Milde (не присутній в сучасній флорі України). 

## Походження
Гронянка півмісяцева відома з території  України з пізнього післяльодовиків'я (Алеродська осциляція-ранній Дріас - DR-3)

## Загальна біоморфологічна характеристика
Геофіт. Багаторічна трав'яна рослина із коротким кореневищем та одним листком (вайєю), розділеним на дві частини, довжина 4-20(30) см. Уся рослина, за винятком листової пластинки, блідо-зелена, поблизу основи безколірна. Стерильна частина шкіряста, видовжена, пірчасто-складна із майже супротивними сегментами напівмісяцевої форми, гола, жовто-зеленого кольору. Листки з’являються по весні й відмирають наприкінці літа. Спороносна частина довгочерешкова (1-6 см), двічі-, або тричіпірчастоскладена, зазвичай, довша за стерильну. Спорангії розташовані в два ряди. Спори визрівають із травня по серпень. Заросток підземний. Розмножується спорами та вегетативно. Число хромосом: 2n = 90.

## Ареал виду та його поширення в Україні
Голарктичний вид, що розповсюдився майже по всьому світу (за винятком пустельних регіонів) із диз'юнкціями в Австралії та Північній Америці. В Євразії поширений у Європі, Західному та Східному Сибіру (лісова зона), Середній Азії, Гімалаях, на Далекому Сході.
В Україні зростає в лісовій, рідше лісостеповій зонах на рівнині, в Українських Карпатах та в Кримських горах. Волинська, Житомирська, Київська, Чернігівська, Сумська, Львівська, Івано-Франківська, Закарпатська, Чернівецька, Хмельницька, Черкаська, Полтавська, Харківська, Кіровоградська області. 

## Чисельність та структура популяцій
В Україні загалом зафіксовано 200 місцезростань, до 1980 р. – 118, а після 1980 р. – 68 місцезростань. З місцезростань, які фіксувалися до 1980 р, після цього періоду підтверджено 14 місцезростань. 
Невелика інформація доступна щодо популяційної біології  B. lunaria. Популяційні дослідження близьких видів свідчать про наявність суттєвих річних варіацій кількості спорофітів в конкретному місцезнаходженні. Популяції ведуть себе по різному і незалежно в кожному конкретному локусі. Деякі популяції можуть зменшуватися, тоді як інші збільшуватися. Ці варіації відображають варіації мікросайтів, такі як: ґрунтова вологість, наявність травоїдних чи мікоризи, а також наявність автоколивань. Індивідуальний спорофіт може не з’являтися на поверхні кожного року, що ускладнює інвентаризацію розміру популяції. 
В Україні зростає звичайно поодиноко, інколи — невеликими групами. Популяції нечисельні, сучасний стан багатьох із них невідомий.Наявні повідомлення відносно досить великих популяцій виду на Західній Україні. Проте описана лише одна популяція чисельність якої налічувала 89 рослин.

## Загрози виду
Головною причиною рідкісності представників родини вужачкових є їх реліктовий характер, що виражається у вразливості до змін довкілля та антропогенного впливу. Невеликі популяції вужачкових вразливі також до впливу будь-якого випадкового фактора, що може привести до їх зникнення. Головною загрозою для вужачкових є природна сукцесія. Види родини мало конкурентоспроможні, а їх популяції займають найчастіше невеликі ділянки (на яких якісь фактори порушують щільну дернину). Тож вони легко випадають внаслідок ущільнення травостою. Відмічено, що Ophioglossaceae це рослини, яким властива к-стратегія – тобто колонізація короткий час наявних біотопів. Одиницями розповсюдження є легкі, придатні до рознесення вітром спори що не мають великої витривалості. Утворення та підтримання популяції залежить від придатності заселеної ділянки, контакту з грибним симбіонтом, а також підтримання біотопа відкритим внаслідок якихось порушень, так як дані виду є низько конкурентоспроможними, проте добре поширюються на значні відстані. B. lunaria, імовірно, зник з багатьох рівнинних сайтів Північної Америки перед 1930, проте це зникнення продовжується, зокрема в Новій Англії, внаслідок заростання біотопів чагарниками. Однак, в Україні та Польщі види родини часто спостерігаються у лісах, зокрема, заплавних та соснових. На жаль, в більшості повідомлень про загрози видам родини бракує даних регулярного моніторингу. В таких умовах усі висновки щодо  впливу сукцесії та режиму активної охорони в випадку Ophioglossaceae треба сприймати обережно. Окрім того, деякі автори прямо стверджують що конкретні методи охорони видів даної родини не розроблені. На думку американських дослідників, без заходів активної охорони (які втім мають бути добре розроблені,а також перевірені) охорона вужачкових не буде єфективною. Проте будь-які заходи чи дослідження мають бути добре обґрунтованими. Інша загроза надходить від копитних тварин чи рослиноїдних бехребетних. Кількість спроносних спорофітів може обмежувати також сухий сезон. Антропогенний вплив, такий як заліснення сухих лук, створення монокультур, та розорювання травостою під час посадки лісу на вирубках також становить загрозу. Велику загрозу становить знищення наявних і потенційних місцезростань в тому числі зарезервованих під створення об’єктів ПЗФ. Деструктивний вплив вирубки дерев показаний для України, Білорусі та Польщі. Деструкція біотопів є одним з факторів що робить внесок в скорочення чисельності популяції в розвиток популяції гронянки віргінської. Одна популяція в Польщі була повністю зруйнована внаслідок вирубки та заліснення. Деструктивний вплив був зафіксований в Білорусі та Україні. Ідентифіковані загрози для гронянки півмісяцевої B. lunaria включають посуху, пожежу, заготівлю деревини, збір, вплив гербіцидів, рослиноїдних тварин, екзотичних дощових черв’яків та лісову сукцесію. Локально перевипас може бути впливовим фактором. Що стосується випалювання та заготівлі сіна то з цього приводу для України немає даних, проте такі вплив можуть бути небезпечними для чутливих рослин.

## Умови місцезростання
Зазвичай зустрічається в світлих лісах, на узліссях, в чагарниках, на сухих луках та кам'янистих розсипах, на свіжих, кислих, гумусних дерновопідзолистих та лучних ґрунтах. В угрупованнях класу Molinio-Arrhenatheretea (порядок Arrhenatheretalia), класу Nardo-Calluneta (порядок Nardetalia). Мезофіт, ацидофіл, мезотроф. 
Показано, що B. lunaria з точки зору вимог до навколишнього середовища асоційований з угрупованнями Molinio-Arrhenatheretea (Arrhenatheretalia) та Nardo-Callunetea (Nardetalia). Проте, в Україні ця найбільш поширена гронянка відома з різних природних зон та різних біотопів: букових і та вторинних лісів з багатою підстилкою, високогірних лук та кам’янистих розсипів з Карпат, лісів на виходах вапняків з лісів Поділля, рівнинних лік Полісся, та листяних лісів Лісостепу. Він входить в степу  вздовж річок, де він зростає в складі злакових чи мохових ценозів на піщаних терасах річок. Також він зафіксований на кримській яйлі. 
В Західній Європі, гронянка півмісяцева зростає на піщаних луках з домінуванням Nardus, та піонерних угруповань, таких як альпійські угруповання, особливо на кальцефітних субстратах. У Франції він спостерігався в угрупованнях Viscario-Aveneteum, V.-A. airetosum, V.-A. saxifragetosum, V.-A violetosum caninae та Aveno-Genistetum угруповань. Ця гронянка значиться як компонент молінєвих лук (код 6410), які охороняються у Європі Директивою Євросоюзу. На північному схилі Аляски B. lunaria воліє зростати на підвищених кам’янистих сайтах з розрідженим травостоєм трав’янистих рослин та чагарників (Parnikoza 2015). В Новій Англії (США), він зустрічається по прибережним лукам вздовж узбережжя східного Мейна, та лісів з білого кедру в північному Мейні. Північноамериканські місця існування  B. lunaria включають злакові чи мохові луки та піщані та гравійні береги річок. Він зростає від кислих до біля нейтральних ґрунтів. Рослини гронянки тут також можуть зустрічатися по старим полям.

## Режим збереження популяцій та заходи охорони
Гронянка півмісяцева охороняється в наступних заповідниках: Карпатському біосферному, Канівському, Кримському, Ялтинському гірсько-лісовому, Розточчя та Горганах а також в наступних національних природних парках: Карпатському, Шацькому, Яворівському, Вижницькому, Синевир, Гуцульщина, Сколівські Бескиди, Північне Поділля, Гомільшанські ліси, Верховинський, Подільські Товтри; в заказниках загальнодержавного значення: Хапкальський (Крим), Лунківський та Чорний Діл (Чернівецька область), заказниках місцевого значення: Васильківські Карпати (Київська область), лісовому заказнику – Володимирівська дача (Харківська область), пам’ятці природи загальнодержавного значення «Парасоцький ліс» в Полтавській області. В відомих місцезнаходженнях Шацького НП вид не спостерігався останні 20 років. 
Необхідно створити низку нових та розширити деякі існуючі природно-заповідні об’єкти, зокрема створити новий національний природний парк – Дінпровський (включаючи околиці с. Мохначи) – в Ріпкинському районі Чернігівської області, включити лісове урочище Феофанія до Голосіївського НП у Києві, включити околиці с. Космач (Косівський район) до заповідної зони національного парку «Гуцульщина». Необхідне також розширення національного парку «Гуцульщина» (з включенням сучасних локалітетів Ophioglossaceae). 
Додатково має бути створена система ботанічних заказників: Біля с. Репужинці (Застанівський район) Чернівецька область, с. Верхня Рожанка, г. Чорна Ріпа та с. Волосянка (Сколівський район) (також можливо включити їх до НПП «Сколівські Бескиди»), біля замку Свірж (Перемишлянський район) у Львівські області, біля старого цвинтаря у Кременці Тернопільської області, в лісництві Богунія (Житомирській район) в урочищі Потеребчуковий рів біля с. Старі Велідники (Овруцький район), Житомирської області, в урочищі Новожаново у Харкові на Арпатській яйлі біля с. Зеленогір’я (Судакський район), Крим.

## Розмноження та розведення у спеціально створених умовах
Відомостей про розмноження та розведення у спеціально створених умовах немає. 

## Господарське та комерційне значення
Має господарське та комерційне значення як лікарська (під назвою лат. Herba Lunariae Botrytis) та декоративна рослина.

## Вірування пов'язані з рослиною
Зовні гронянка нагадує витончений кований ключ до старовинного замка, можливо, саме тому в давнину цю рослину називали ключ-травою і вважали, що вона охороняє заритий у землі скарб.

## Галерея

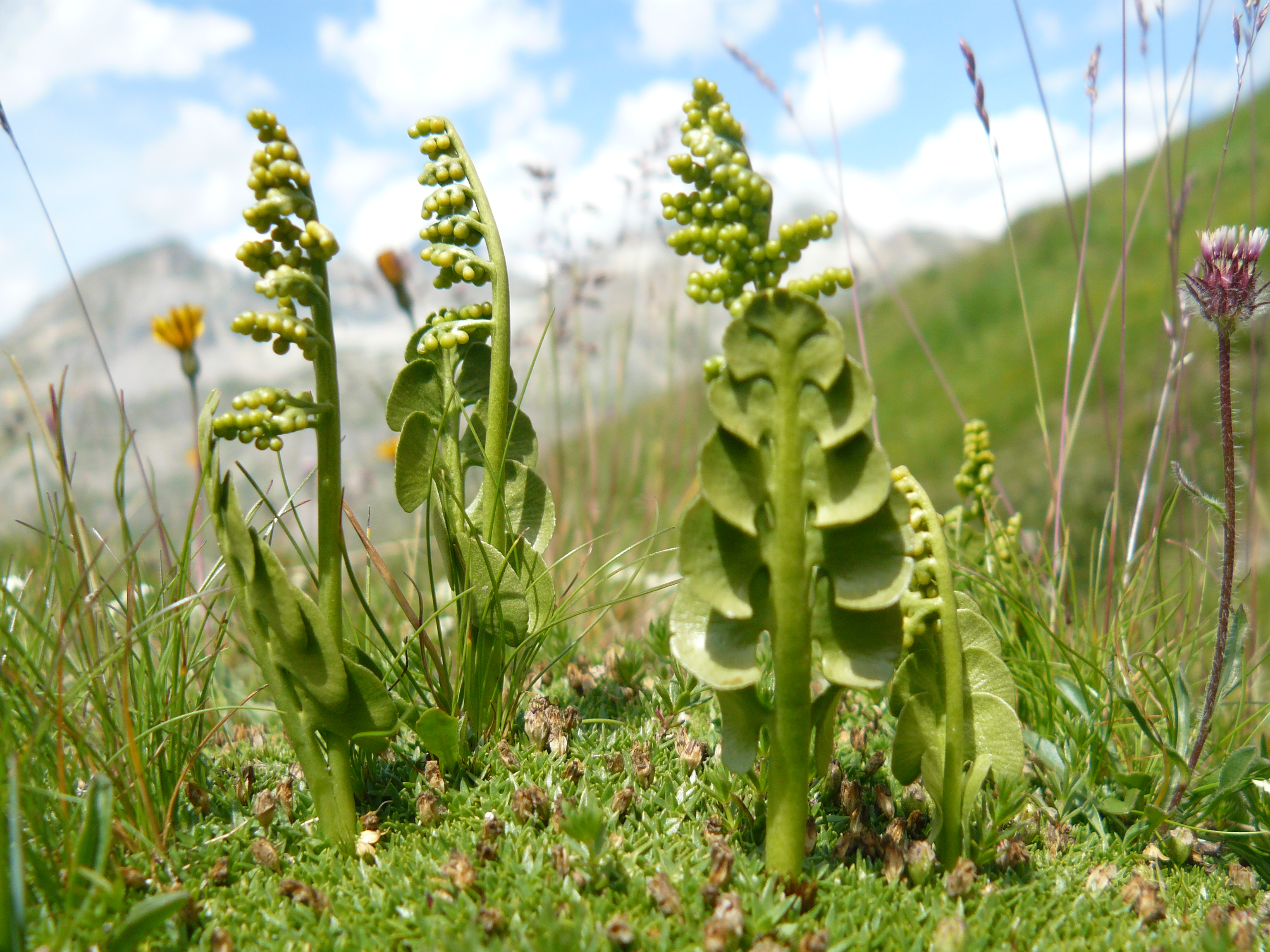
Гронянка у горах Вануаз
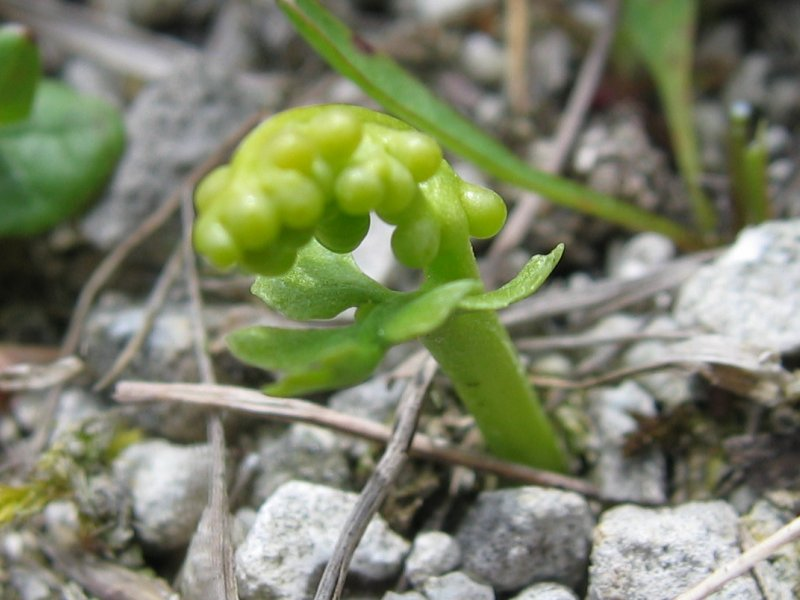
Молода рослина, острів Рюген
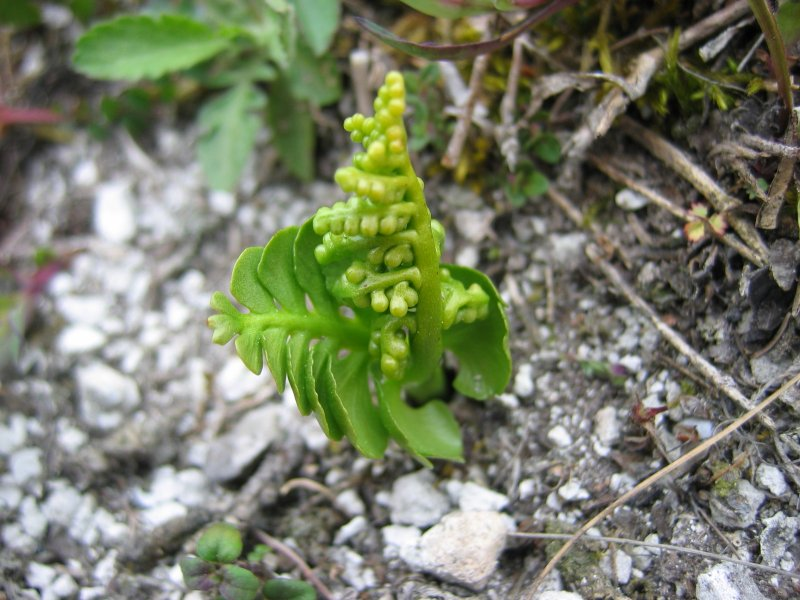
Молода рослина, острів Рюген
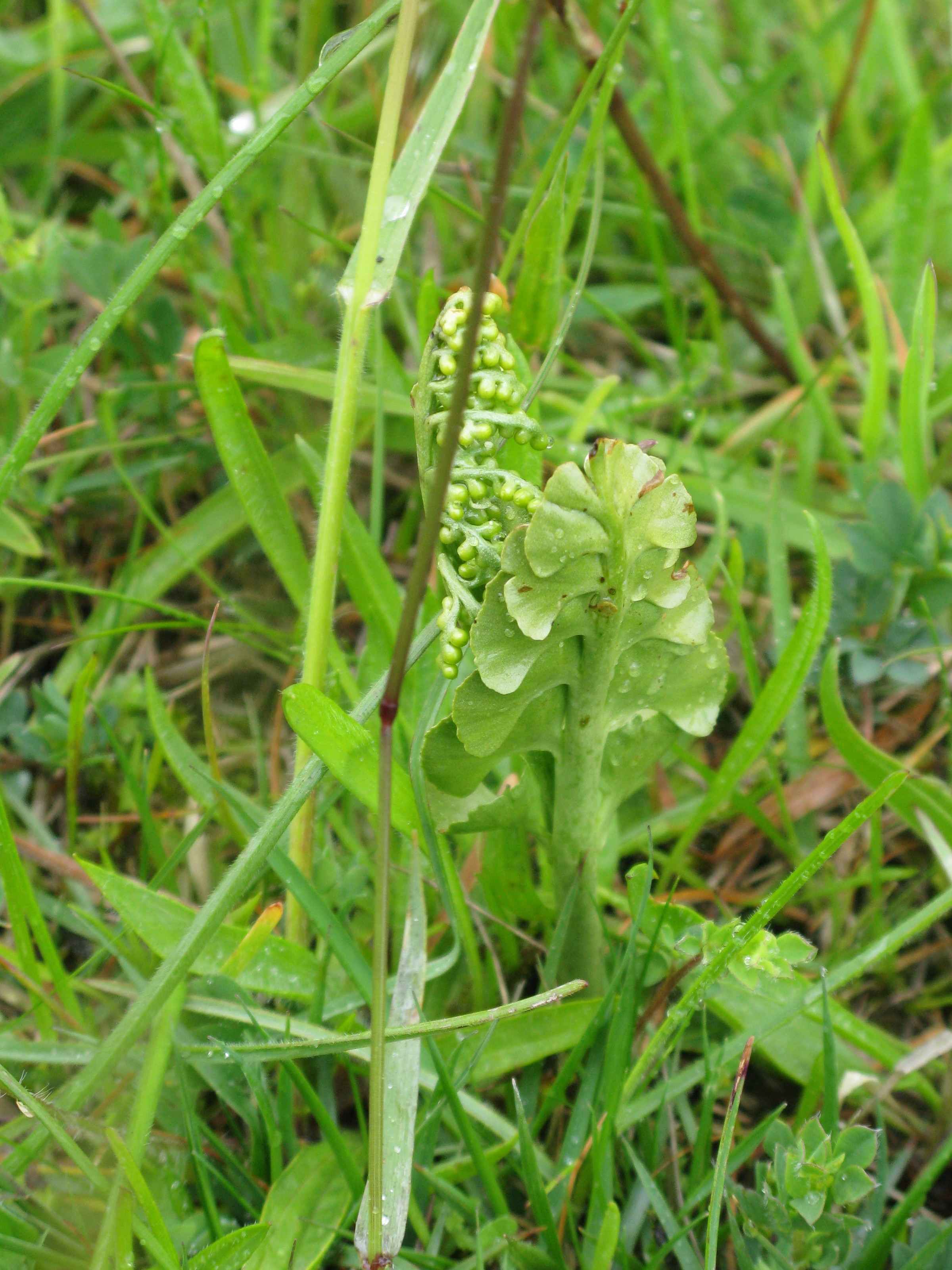
Гронянка півмісяцева